# Gyrus frontalis medius
De gyrus frontalis medius of middelste voorhoofdswinding is een hersenwinding van de frontale kwab van de grote hersenen.

## Verloop/onderdelen
De gyrus frontalis medius ligt voor de gyrus precentralis, gescheiden door de sulcus precentralis
 De gyrus frontalis medius ligt tussen de sulcus frontalis superior en de sulcus frontalis inferior in.
In sommige gevallen wordt de gyrus frontalis medius opgedeeld in twee delen:
- pars superior
- pars inferior

Deze twee delen worden gescheiden door een diepe hersengrioeve, de sulcus frontalis intermedius.

## Schorsvelden
In de hersenkaart van Korbinan Brodmann worden er een aantal schorsvelden in de gyrus frontalis medius onderscheiden  (van voor naar achteren):
- area frontopolaris (=area 10)
- area frontalis media (=area 46)
- area frontalis granularis (=area 9)
- area frontalis intermedia (= area 8)
- area frontalis agranularis (=area 6)

Areae 8, 9, 10 et 46 maken onderdeel uit van Brodmanns regio frontalis. In moderne indelingen vormen areae 8, 9 et 46 ook onderdeel van de cortex praefrontalis dorsolateralis.

## Bloedvoorziening
Takken van de arteria cerebri media voorzien de gyrus frontalis medius van bloed:
- ramus centralis
- ramus precentralis
- ramus prefrontalis

Daarnaast verzorgen de takken van de arteria cerebri anterior ook gedeeltelijk de gyrus frontalis medius van bloed:
- ramus frontalis internus posterior
- ramus frontalis internus medius
- ramus frontalis internus anterior

De verzorgingsgebieden van deze hersenslagaders vormen een waterscheidingsgebied in deze hersenwinding.